# 東郷実賢
東郷 実賢（とうごう さねかた）は、江戸時代中期の薩摩藩鹿児島城下士。剣術示現流宗家師範である東郷実満の4男。

## 略伝
東郷位照や東郷実勝の異母弟。母は二階堂源右衛門行格の娘で、伊集院俊方の同母弟である。伯母は島津綱貴の側室で伯父は二階堂行宅。
上の2人の兄が遠島になり、さらに3番目の兄が伊集院家に養子入りしており、実満の子としては示現流東郷家に残った唯一の人物であったが、父の死後に家督相続した2つ年下の甥である実昉同様に若年ゆえに示現流を皆伝するまでにいたらず、門弟を統べる力量はなかった。島津吉貴の許可を得て、薬丸兼慶を東郷家の代理として指南させることにした。
後に小野村西之谷（現在の鹿児島市小野）に移住。72歳で死去し、曹洞宗松原山南林寺に埋葬された。